# Banjarbaru
Banjarbaru – miasto w Indonezji w południowej części wyspy Borneo, w prowincji Borneo Południowe.
Powierzchnia 371,3 km²; 135 tys. mieszkańców (2005).

## Podział administracyjny
Miasto dzieli się na 5 dzielnic:
- Landasan Ulin
- Liang Anggang
- Cempaka
- Banjarbaru Utara
- Banjarbaru Selatan